# 류청하오
류청하오(중국어 간체자: 刘晟豪, 병음: Líu Chéngháo, 한자음: 유성호, 1982년 8월 7일 ~ )는 중국의 배우이다.